# Charkivska (stanice metra v Kyjevě)
Charkivska (ukrajinsky Харківська, rusky Харьковская, počeštěně Charkovská) je stanice kyjevského metra na Syrecko-Pečerské lince na hranici sídlišť Osokorky, Pozňaky a Charkovský masyv pod mimoúrovňovou křizovatkou prospektu Mykoly Bažana a ulice Revuckoho. Stanice byla otevřena v rámci čtvrtého úseku linky Syrecko-Pečerska dne 28. prosince 1994.
V roce 2014 obsloužila stanice Charkivska skoro 28 000 cestujících denně a nachází se na hranici sídlišť Osokorky, Pozňaky a Charkovský masyv pod mimoúrovňovou křizovatkou prospektu Mykoly Bažana a ulice Revuckoho. Dva východy ze stanice ústí do podchodu pod prospekt Mykoly Bažana, který propojuje sídliště Osokorky, Pozňaky a Charkovský masyv.

## Konstrukce stanice
V původních plánech linky Syrecko-Pečerska se na levém břehu měly otevřít dva nové úseky linky Syrecko-Pečerska (Vydubyči-Osokorky, Osokorky-Charkivska a depo). Linka se stala již třetí linkou, které měly obsloužit nově postavené sídliště města, první linkou byla Svjatošynsko-Brovarska, jejíž třetí a čtvrté etapy mířily na sídliště Darnycja, Socmisto a na Lisový a Brovarský masyv, druhou linkou byla Obolonsko-Teremkivska, jejíž druhá a čtvrtá etapa mířila na sídliště Oboloň.
Stanice Charkivska byla součástí druhého plánovaného úseku, které mělo obsloužit sídliště Osokorky, Pozňaky a Charkovský masyv. Výstavba sice začala v 80. letech 20. století, ale do aktivní fáze vstoupila až po nezávislosti Ukrajiny v 90. letech. Stavba úseku mezi stanicemi Osokorky a Charkivska a příprava tunelů pro plánované depo za stanicí Charkivska stála 1,2 triliónů karbovanců. Celý úsek byl hloubený a stavěl se na aluviální půdě, z důvodu nedostatečného zamrazení je půda nestabilní a v celém úseku se jezdí maximálně 40 kilometrů za hodinu a na mezistaničním úseku stanic Pozňaky a Charkivska pouze 30 kilometrů za hodinu.
Čtvrtý úsek linky Syrecko-Pečerska byl oficiálně otevřen 28. prosince 1994 a sestával ze dvou stanic a to Pozňaky a Charkivska.

### Depo Bortnyči
V původních plánech linky Syrecko-Pečerska se na levém břehu měly otevřít dva nové úseky linky Syrecko-Pečerska (Vydubyči-Osokorky, Osokorky-Charkivska a depo). Stanice Charkivska se měla stát poslední stanicí linky na levém břehu a za stanicí se mělo vystavět depo, podobně jako na Obolonsko-Teremkivské lince na síldišti Oboloň. Za stanicí byly vystavěny dva manipulační tunely, které měly vést nad zem do připravovaného depa. Po mnoho let nebyly přiděleny finanční prostředky na výstavbu depa, ale na počátku roku 2000 se koncepce rozvoje trati nečekaně změnila a bylo rozhodnuto umístit depo v oblasti Červeného chutiru, kde se nachází dnešní depo Charkivske.

## Charakteristika stanice
Z technického hlediska byla stanice postavena jako hloubená, mělce založená, jednolodní stanice metra v přibližné hloubce 8 metrů. Stanice je ve tvaru kvádru s klenbou ve tvaru půlkruhu. Stanice obsahuje dva východy ze stanice ústí do podchodu pod prospekt Mykoly Bažana, který propojuje sídliště Osokorky, Pozňaky a Charkovský masyv.
Kolejová zeď stanice je obložena bílým mramorem na které jsou zavěšeny obloukové segmenty z šedé žuly. Podlaha stanice je tvořena deskami ze šedé žuly a gabra a podél osy nástupiště se nachází znova název stanice ve stejném stylu jako na kolejové zdi. Uprostřed stanice se nachází tři lustry a vedle posledního lustru se táhne hliníkový pás s zářivkami až po vestibul s pokladnami. Klenba je obložena železobetonovou konstrukcí.

## Název
Plánovaný názvy stanice byly Bortnyči, Pozňaky a nebo Nova Darnycja I (rusky Bortniči, Pozňaki, Novaja Darnyca I). Název Bortnyči byl odvozen od bývalé vesnice, která se nacházela jižně od stanice. Dnešní název Charkivska pochází od dnešního sídliště na jehož okraji se stanice nachází.